# Listă de filme britanice din 1977
Aceasta este o listă de filme britanice din 1977:

## Lista
| Titlu                           | Regizor                                  | Distribuție                                           | Gen               | Note                                                            |
| ------------------------------- | ---------------------------------------- | ----------------------------------------------------- | ----------------- | --------------------------------------------------------------- |
| Adventures of a Private Eye     | Stanley Long                             | Christopher Neil, Suzy Kendall                        | Comedie           |                                                                 |
| Age of Innocence                | Alan Bridges                             | David Warner, Honor Blackman                          | Drama             | Co-production with Canada                                       |
| Are You Being Served?           | Bob Kellett                              | John Inman, Wendy Richard                             | Comedy            | Spin-off al Are You Being Served?                               |
| Black Joy                       | Anthony Simmons                          | Norman Beaton, Floella Benjamin                       | Drama             | Entered into the 1977 Cannes Film Festival                      |
| The Black Panther               | Ian Merrick                              | Donald Sumpter, Debbie Farrington                     | Thriller          |                                                                 |
| A Bridge Too Far                | Richard Attenborough                     | Dirk Bogarde, Anthony Hopkins, Maximilian Schell      | World War II      |                                                                 |
| Come Play with Me               | George Harrison Marks                    | Alfie Bass, Irene Handl                               | Comedy            |                                                                 |
| Confessions from a Holiday Camp | Norman Cohen                             | Robin Askwith, Antony Booth                           | Comedy            |                                                                 |
| Cross of Iron                   | Sam Peckinpah                            | James Coburn, Maximilian Schell, James Mason          | World War II      | Co-production with West Germany                                 |
| Crossed Swords                  | Richard Fleischer                        | Oliver Reed, Raquel Welch, Mark Lester                | Adventure         |                                                                 |
| Cruel Passion                   | Chris Boger                              | Koo Stark, Martin Potter                              | Drama             |                                                                 |
| The Disappearance               | Stuart Cooper                            | Donald Sutherland, Francine Racette                   | Thriller          |                                                                 |
| The Duellists                   | Ridley Scott                             | Keith Carradine, Harvey Keitel                        | Drama             | Scott won Best First Work at the 1977 Cannes Film Festival.     |
| East of Elephant Rock           | Don Boyd                                 | John Hurt, Jeremy Kemp                                | Drama             |                                                                 |
| Equus                           | Sidney Lumet                             | Richard Burton, Peter Firth                           | Drama             |                                                                 |
| Full Circle                     | Richard Loncraine                        | Mia Farrow, Keir Dullea, Tom Conti                    | Horror            | Co-production with Canada                                       |
| The Greatest                    | Tom Gries, Monte Hellman                 | Muhammad Ali, Ernest Borgnine                         | Biopic            |                                                                 |
| Hardcore                        | James Kenelm Clarke                      | Fiona Richmond, Anthony Steel                         | Comedy            |                                                                 |
| Holocaust 2000                  | Alberto De Martino                       | Kirk Douglas, Simon Ward                              | Horror            | British-Italian co-production                                   |
| Jabberwocky                     | Terry Gilliam                            | Michael Palin, Harry H. Corbett                       | Comedy            |                                                                 |
| Joseph Andrews                  | Tony Richardson                          | Ann-Margret, Peter Firth                              | Comedy            |                                                                 |
| Jubilee                         | Derek Jarman                             | Jenny Runacre, Ian Charleson, Nell Campbell           | Punk/avant-garde  |                                                                 |
| March or Die                    | Dick Richards                            | Gene Hackman, Catherine Deneuve                       | Adventure         |                                                                 |
| Medusa                          | Gordon Hessler                           | George Hamilton, Luciana Paluzzi                      | Crime             | Co-production with Greece                                       |
| No. 1 of the Secret Service     | Lindsay Shonteff                         | Nicky Henson, Richard Todd                            | Spy/action/comedy |                                                                 |
| The People That Time Forgot     | Kevin Connor                             | Patrick Wayne, Doug McClure, Sarah Douglas            | Fantasy/adventure |                                                                 |
| Prey                            | Norman J. Warren                         | Barry Stokes, Glory Annen                             | Science fiction   |                                                                 |
| Seven Nights in Japan           | Lewis Gilbert                            | Michael York, Hidemi Aoki                             | Romance           |                                                                 |
| Sinbad and the Eye of the Tiger | Sam Wanamaker                            | Patrick Wayne, Jane Seymour, Patrick Troughton        | Fantasy/adventure |                                                                 |
| Sky Pirates                     | C.M. Pennington-Richards                 | Bill Maynard, Reginald Marsh                          | Family/adventure  |                                                                 |
| Spectre                         | Clive Donner                             | Robert Culp, Gig Young                                | Occult drama      | Originally made for US television; released as a film in the UK |
| The Spy Who Loved Me            | Lewis Gilbert                            | Roger Moore, Barbara Bach, Curd Jürgens               | Spy/action        |                                                                 |
| The Squeeze                     | Michael Apted                            | Stacy Keach, Edward Fox, David Hemmings               | Crime/thriller    |                                                                 |
| Stand Up, Virgin Soldiers       | Norman Cohen                             | Robin Askwith, Nigel Davenport                        | Comedy            |                                                                 |
| Sweeney!                        | David Wickes                             | John Thaw, Dennis Waterman                            | Crime             | Cinematic spin-off of the TV series                             |
| That's Carry On!                | Gerald Thomas                            | Kenneth Williams, Barbara Windsor                     | Comedy            | A compilation of the highlights of the Carry On films           |
| Three Dangerous Ladies          | Alvin Rakoff, Robert Fuest, Don Thompson | John Hurt, Glynis Johns                               | Anthology         | [ 2 ]                                                           |
| Tintorera                       | René Cardona, Jr.                        | Susan George, Hugo Stiglitz                           | Horror            | Co-production with Mexico                                       |
| The Uncanny                     | Denis Héroux                             | Peter Cushing, Samantha Eggar                         | Horror            |                                                                 |
| Welcome to Blood City           | Peter Sasdy                              | Jack Palance, Keir Dullea, Samantha Eggar             | Western           | Co-production with Canada                                       |
| What's Up Nurse!                | Derek Ford                               | Nicholas Field, Felicity Devonshire, John Le Mesurier | Comedy            |                                                                 |
| Wombling Free                   | Lionel Jeffries                          | David Tomlinson, Frances de la Tour                   | Animation         |                                                                 |